# ステファノ・マガディーノ
ステファノ・マガディーノ（Stefano Magaddino、1891年10月10日 - 1974年7月19日）は、ニューヨーク州西部バッファローのマフィアファミリーのボス。1922年から半世紀の間バッファローマフィアのトップに君臨した。晩年はボスの座を追われた。ジョゼフ・ボナンノとは縁戚にあたる。

## 来歴

### 生い立ち
シチリアのカステッランマーレ・デル・ゴルフォ（以下カステラマレと略記）生まれ。生まれた時、マガディーノ家は縁戚のボナンノ家やボンヴェントレ家と共に、地元マフィアのブチェラート家と抗争していた。1909年渡米し、ブルックリンのウィリアムズバーグに定住した。移住当初のウィリアムズバーグはカステラマレ移民が多く住み、縁戚のサルヴァトーレ・ボナンノ（ジョゼフ・ボナンノの父）、ヴィト・ボンヴェントレなどがいた。ボンヴェントレのグループに所属した。1913年、同郷のカルメラ・カロッドと結婚した。1916年から1921年にかけて、全米の都市を横断しながら安いオリーブ油を、人々を脅して買わせていたという。

### グッド・キラーズ
1916年、シチリアの故郷カステラマレで兄ピエトロがブチェラート一味に殺された。ピエトロ殺害犯の1人と見られたブチェラート派のカルメロ・カイオッゾは復讐を恐れアメリカに逃げていたが、1921年8月8日、ニュージャージーの川で遺体で発見された。捜査が始まって間もなくバルトロメオ・フォンタナというカステラマレ出身の男が警察に出頭し、カイオッゾを殺したと自供した。フォンタナはカイオッゾの友人だったがマガディーノらに脅かされ復讐殺人を強制されたといい、殺した後に自分も殺されると考え警察に出頭したという。8月17日、マガディーノ他6人がカイオッゾ殺しの共謀で逮捕された。
フォンタナの証言によればマガディーノらは「グッド・キラーズ」と呼ばれ、ヴィト・ボンヴェントレが1907年頃にウィリアムズバーグで結成し、メンバーは15人程度、対ブチェラート抗争の他、ギャングの処刑依頼を広く請け負っていたとされる。またグッド・キラーズはイタリアの本部からの殺害命令を実行していたという。マスコミはグッド・キラーズを暗黒街の殺人秘密結社のようにセンセーショナルに報じ、殺人数を嵩上げして報道合戦と化した。マガディーノは殺害現場にいなかったとして不起訴になり、他の仲間も共犯の証拠が不十分として釈放され、フォンタナだけが有罪（無期懲役）となった。

### ボス就任
釈放後、ブルックリンからニューヨーク州西部のバッファロー近郊のナイアガラフォールズに拠点を移した。当時バッファローのマフィアファミリーのボスはジョゼフ・ディカルロで、カステラマレ出身のアンジェロ・パルメリやフィリッポ・マンザーラがディカルロ一家の幹部を務めていた。1922年、ディカルロが病死するとマンザーラらに請われ、バッファローファミリーのボスに就任した。ナイアガラフォールズに本部を置き、マンザーラや副ボスとなったパルメリはバッファローを管轄した。1923年弟のアントニオ・マガディーノをシチリアから呼んでアドバイザーとした。バッファロー移住後もニューヨークをはじめ北米各地のカステラマレ派と緊密なネットワークを保った。1924年、アメリカ国籍を取得した。

### 禁酒法時代
1920年代、カナダ国境に面した土地柄を生かしてカナダ経由の酒の密輸に乗り出し、密輸の儲けで裏社会のステイタスが上がった。オンタリオ南部のロッコ・ペッリらと提携し、ライバルのスカロニ兄弟と密輸の覇権を争った。1924年、縁戚のジョゼフ・ボナンノがシチリアから渡米し、フロリダに到着すると、当時ナイアガラフォールズで密輸の手伝いをしていたウィリー・モレッティにボナンノを迎えに行かせた。モー・ダリッツらクリーブランドギャングがカナダ産アルコールの密輸のためバッファロールートを使用するのを許可した。1933年、クリーブランドのポレロ一家がバッファローのコーンシュガービジネスに割り込もうとした際は抗争となった（ポレロ一家はメンバーを殺されて撤退）。
1924年から1930年まで表向きは果物や雑貨の卸売をやっていた。禁酒法が終わる少し前からイタリア移民を対象とした「ホームジュース」なるドリンクケイタリングビジネスを開始し、移民に強制的に買わせた。ヤミ賭博でも荒稼ぎしたとされ、1日1万ドル稼いでいたと豪語したという。禁酒法が廃止された1933年、ビール会社を設立し酒の合法取引を始めた。

### カステランマレーゼ戦争
1920年代後半、マンハッタン地盤のジョー・マッセリアがウィリアムズバーグ周辺のカステラマレ派の縄張りを狙った時、しぶとく抵抗された。抵抗の背後にマガディーノがいると疑ったマッセリアはマガディーノをよびつけたが現れなかったので死の宣告を出した。その後サルヴァトーレ・マランツァーノがカステラマレ派のボスになり、対マッセリア抗争を始めたが、ジョゼフ・ヴァラキの証言によればマガディーノは週5000ドルをマランツァーノに送金して支援していた。またマランツァーノにボナンノを紹介した。
1931年4月、マッセリアが殺され、マランツァーノが勝利の祝杯を上げたが、マガディーノらは、戦争後のマランツァーノが尊大に振る舞うようになったため離反したという。1931年9月、ラッキー・ルチアーノがマランツァーノを謀殺したが、マガディーノやボナンノらカステラマレ派は復讐せず、ルチアーノの話し合いに応じた。ルチアーノが全米マフィアのネットワーク化を進める中、ニューヨーク西部の実力者としてマフィア重役会議であるコミッションの7人のメンバーに選ばれた。

### 酒から賭博へ
1930年代はギャンブル、高利貸し、麻薬密輸などに手を広げ、1940年代から1950年代にバッファローの地方組合に進出し、強請を行った。1936年、違法賭博をやっていたバッファローの各ギャングに上納金を要求した時、これに反発したギャングがマガディーノの家を爆破した（家を間違えられ、妹が殺された）。翌年そのギャング団の数人を抹殺して復讐した。1941年、ポール・パルメリの葬儀社を乗っ取り、犯罪活動の拠点に使った。勢力を拡大し、カナダやニューヨーク州中部に進出した。
弟のアントニオ（通称ニノ）や息子ピーターを側近に配置し、家族ぐるみで親交したシチリア系のジョン・モンタナを副ボスに据えた。

### アパラチン会議
1957年11月、全米マフィアの会議でホスト役を務め、会議場所を選定するにあたって、シカゴを考えていたヴィト・ジェノヴェーゼを説得してジョセフ・バーバラの縄張りだったニューヨーク州中部のアパラチンを熱心に推薦した。この場所は前年警察の手入れが入ったばかりだった為、バーバラらの反対から撤回しようとしたが時既に遅しで、当日は周回中の地元警察にマークされ、全米マフィアの多くが地元警察に拘束された。ニノやモンタナらが捕まったが、ステファノはバーバラ宅の秘密の部屋に隠れ、拘束を免れた。自分の権勢を全米に知らしめようとホスト役を引き受けたのが裏目に出て、会議場所を選んだ当事者として他ファミリーのボスらに恨まれ、家に手榴弾を投げ込まれるなど命を狙われた。

### 麻薬摘発
1961年7月、米カナダ両捜査局がマガディーノ傘下の麻薬組織を摘発し、カナダのトロントのアグエチ兄弟（アルベルトとヴィト）を逮捕した。マガディーノは麻薬密輸を保護する代わりに一定の取り分を受け取っていたとされ、アグエチ兄弟はマガディーノの法的救済を期待したが、マガディーノは何もしなかった。アルベルトは妻が金を借りたり家を売って保釈金を用立て保釈された。アルベルトはヴィトの保釈金はマガディーノが用意すべきだとし、もしヴィトが釈放されない場合マガディーノの麻薬関与を証言するとマガディーノを脅したという。1961年11月23日、ニューヨーク州ロチェスター近郊のトウモロコシ畑でアルベルトの黒焦げの遺体が発見された。

### ボナンノ誘拐騒動
1960年代初め、カルロ・ガンビーノがトーマス・ルッケーゼと共にコミッションを支配するとこれに組し、ガンビーノと対立したボナンノの敵方に回った。一説にはガンビーノやルッケーゼと共にボナンノの暗殺リストに載ったとされる。ボナンノがカナダの縄張りをしつこく狙ったため不信感から仲違いしていた。1964年10月21日、弟のアントニオや息子のピーターらがボナンノを誘拐した。新聞コラムニストのウォルター・ウインチェルがボナンノがニューヨーク州北部の農場に監禁されていると報じた。ボナンノと局面収拾の話し合いをしていたとされる。最終的にボナンノを解放したが、二度と顔を合せなかったという。1965年5月、ボナンノの失踪について裁判所に召喚されたが病気を理由に欠席した。

### 晩年
1962年、FBIがマガディーノの葬儀社に盗聴器を仕掛け、3年間で7万ページに及ぶ会話を収集した。1960年代後半、側近が長期収監されると、残った幹部に財政が逼迫していると訴え、上納金を上増し要求したり、彼らに対する年末の恒例だったボーナス支給を凍結した。
1968年、マガディーノが直接関わったスポーツ賭博がFBIに摘発された。息子ピーター、配下の賭博ギャングと共に逮捕され、ピーターの家宅捜索で現金50万ドル（現在の価値で数百万ドル）が発見された。この大金はファミリーメンバーに内緒の資金だったとみられ、一家の幹部達はファミリー執行部に反乱を起こした。1969年7月、反乱グループは代理ボスにサム・ピエリ、副ボス代行にジョセフ・ピノ、相談役代行にジョセフ・ディカルロ（ジュニア）を据え、マガディーノのボス辞任を要求した。マガディーノが拒否すると、コミッションに申し立てをした。コミッションは、長年のメンバーのマガディーノに対して特にアクションを起こさず、「牙の抜かれた虎」マガディーノの自然死を待つことにした。1973年、FBIは違法賭博への関与証言を公表することを拒否し、マガディーノの罪状は却下された。1974年、ニューヨーク州のナイアガラ・フォールズ近郊で心臓発作のため死去し、付近の墓地へ埋葬された。

## エピソード
- 1921年、警察署で「お前を燃やしてやる！」と叫びながら密告者のフォンタナに襲いかかった。警官に警棒で叩かれて頭を怪我したマガディーノは、警察に絆創膏を要求した。翌日署内で他のメンバーと共に収まった写真では、不必要に大きな包帯を頭に巻いており、仲間の中で一番目立っていた[5]。
- 1963年オメルタを破ったジョゼフ・ヴァラキに激怒し、ヴァラキ殺害にマフィアが合意したと言っていたことが、FBIの盗聴で明らかになった[17]。
- 賭博も酒も煙草もやらず、また浮気もしなかった[2]。盗聴では弟アントニオの自堕落な生活ぶりに日頃から不満や愚痴をこぼしていたことがわかった[19]。
- 電話を使わず、常に口頭で命令を伝えた。早口なシチリア語で会話した[2]。
- 1959年ニューヨーク州の犯罪調査委員会の証言台に立ったがすべての質問に証言を拒否し、英語を書けるかどうかすらも回答を拒否した[20]。